# The Sorcerer's Hat
The Sorcerer's Hat (en français, « le chapeau du sorcier ») est une attraction des Disney's Hollywood Studios,  parc à thèmes Disney situé dans le complexe de loisirs Walt Disney World Resort, à Bay Lake, en Floride. Elle ouvre le 28 septembre 2001 et est démolie au début de l'année 2015.

## Histoire
Au départ, The Sorcerer's Hat était censé être construit en dehors du parc, dans la zone aménagée pour David Copperfield's Magic Underground Restaurant (projet qui n'avait pas vu le jour). La structure devait alors mesurer deux fois sa taille finale, avoir des grandes roues à la place des oreilles, et abriter l'attraction One Man's Dream. Finalement, l'envergure de l'attraction et son rôle furent limités, celle-ci ne devenant qu'une station de pin trading (en).
Construit en face de l'attraction The Great Movie Ride, The Sorcerer's Hat a ouvert le 28 septembre 2001 dans le cadre de l'événement 100 Years of Magic. Il s'agit d'un chapeau bleu et conique, arborant plusieurs étoiles et un croissant de lune blancs ; en dessous duquel émergent du sol les oreilles et la main droite de Mickey Mouse. L'architecture de cette attraction s'inspire du court métrage d'animation L'Apprenti sorcier, du film Fantasia.

## L'attraction
Quand l'attraction ouvre en 2001, elle devient le symbole du parc. The Sorcerer's Hat est un endroit de vente et d'échange de pins, qui accueille plusieurs événements dont les spectacles Disney Channel, tenus quotidiennement devant le chapeau. C'est également un point de rencontre avec les personnages Disney.
Pendant l'événement 100 Years of Magic, le chapeau abrite des kiosques interactifs, qui offrent des informations à propos de la vie de Walt Disney. En 2003, au terme de cette célébration, les kiosques sont retirés.
Le 20 mai 2011, The Sorcerer's Hat sert de décor à la cérémonie d'inauguration de Star Tours 2.
En octobre 2014, Disney confirme que l'attraction est sur le point d'être retirée. Le démontage de la structure commence le 7 janvier 2015 et s'achève 49 jours plus tard, le 25 février 2015.

## Dans la fiction
Le chapeau du sorcier est un objet apparaissant dans le segment L'Apprenti sorcier du film Fantasia. Il s'agit d'un chapeau procurant des pouvoirs magiques. Il appartient au magicien Yen Sid, un vieil homme sage et avisé. Son apprenti, incarné par Mickey, le lui dérobe. Il l'utilise pour ensorceler des balais, qui s'animent pour exécuter d'eux-mêmes une tâche répétitive qui est censée lui incomber. La situation se complique toutefois lorsque le sort échappe à son contrôle.